# Автошлях Н 21
Автошлях Н 21 — автомобільний шлях національного значення на території України, Старобільськ — Луганськ — Хрустальний — Макіївка — Донецьк. Проходить територією Луганської та Донецької областей.
Починається в Старобільську, проходить через Новоайдар, Луганськ, Хрустальний, Сніжне, Чистякове, Шахтарськ, Харцизьк, Макіївку та закінчується в Донецьку. З 2014 року внаслідок окупації частини Луганської і Донецької областей та внаслідок бойових дій автошлях перерваний у місті Щастя, де розташований зруйнований міст через річку Сіверський Донець.

## Загальна довжина
Старобільськ — Луганськ — Хрустальний — Макіївка — Донецьк — 221 км.